# George S. Vest
George Southall Vest (* 25. Dezember 1918 in Columbia, Virginia; † 24. August 2021 in Bethesda, Maryland) war ein US-amerikanischer Diplomat, der unter anderem zwischen 1974 und 1977 Director of the Bureau of Politico-Military Affairs, von 1977 bis 1981 Assistant Secretary of State for European Affairs, zwischen 1981 und 1985 [[Liste der Botschafter der Vereinigten Staaten bei der Europäischen Union|Botschafter und Ständiger Vertreter bei der Europäischen Gemeinschaft]] sowie zuletzt von 1985 bis 1989 Generaldirektor des Auswärtigen Dienstes (Director General of the Foreign Service) war.

## Leben
Vest absolvierte nach dem Schulbesuch ein grundständiges Studium an der University of Virginia, das er 1941 mit einem Bachelor of Arts (B.A.) abschloss. Im Anschluss trat er nach dem Eintritt der Vereinigten Staaten in den Zweiten Weltkrieg 1941 seinen Militärdienst in der US Army an und war zuletzt 1946 Hauptmann. Ein darauf folgendes postgraduales Studium an der University of Virginia beendete er 1947 mit einem Master of Arts (M.A.).
Im Anschluss trat Vest 1947 in den auswärtigen Dienst (Foreign Service) ein und war zunächst bis 1949 Vizekonsul auf den Bermuda-Inseln sowie im Anschluss zwischen 1949 und 1952 Vizekonsul und Dritter Sekretär an der Botschaft in Ecuador. Danach folgte von 1952 bis 1954 eine Verwendung als Vizekonsul und Zweiter Sekretär an der Botschaft in Kanada sowie nach seiner Rückkehr zwischen 1954 und 1958 im Referat für Internationale Beziehungen im Außenministerium in Washington, D.C.
1958 wechselte Vest zur Ständigen Vertretung bei der NATO in Paris und war dort anfangs Zweiter Sekretär sowie anschließend zwischen 1960 und 1961 Politischer Referent. Danach folgte von 1961 bis 1963 eine Tätigkeit als Leiter des Persönlichen Büros von NATO-Generalsekretär Dirk Stikker. Nach einem darauf folgenden Studium am Naval War College fungierte er zwischen 1965 und 1967 eine Tätigkeit als stellvertretender Leiter des Referats für Atlantische Politisch-Militärische Angelegenheiten. 1967 wurde er stellvertretender Leiter der Ständigen Vertretung bei der Europäischen Gemeinschaft in Brüssel und danach zwischen 1969 und 1972 stellvertretender Leiter der Ständigen Vertretung bei der NATO in Brüssel, ehe er von 1973 bis 1974 stellvertretender Leiter des Referats für Öffentlichkeitsarbeit im Außenministerium war.
Am 29. April 1974 wurde Vest Nachfolger von Seymour Weiss als Leiter des Referats für Politisch-Militärische Angelegenheiten (Director of the Bureau of Politico-Military Affairs) und bekleidete diese Funktion bis zum 27. März 1977. Sein Nachfolger in dieser Funktion wurde Leslie H. Gelb. Seine vorgesehene Nominierung als Botschafter in Pakistan wurde am 5. Mai 1977 zurückgezogen. Er selbst wurde daraufhin am 16. Juni 1977 als Nachfolger von Arthur A. Hartman Leiter des Europa-Referats Assistant Secretary of State for European Affairs. Er übte diese Funktion bis zum 14. April 1981 aus, woraufhin Lawrence Eagleburger am 14. Mai 1981 sein Nachfolger wurde.
Danach wurde Vest am 20. Februar 1981 Nachfolger von Thomas O. Enders als Botschafter und Ständiger Vertreter bei der Europäischen Gemeinschaft und übte diese diplomatische Funktion bis zum 27. Februar 1985 aus, woraufhin J. William Middendorf am 12. Juli 1985 diesen Posten übernahm. Zuletzt wurde er am 8. Juni 1985 Generaldirektor des Auswärtigen Dienstes (Director General of the Foreign Service) und damit als Nachfolger von Alfred Atherton als oberster Personalchef des Außenministeriums. Am 23. November 1987 wurde ihm der Titel Career Ambassador verliehen, der höchste Rang im auswärtigen Dienst. Er verblieb in der Funktion als Director General of the Foreign Service bis zum 3. Mai 1989 und wurde dann durch Edward J. Perkins abgelöst.

## Einzelnachweis
1. ↑  George S. Vest, long-serving Foreign Service officer and Cold War diplomat, dies at 102

| Vorgänger         | Amt                                                                                         | Nachfolger            |
| ----------------- | ------------------------------------------------------------------------------------------- | --------------------- |
| Seymour Weiss     | Director of the Bureau of Politico-Military Affairs 1974–1977                               | Leslie H. Gelb        |
| Arthur A. Hartman | Assistant Secretary of State for European Affairs 1977–1981                                 | Lawrence Eagleburger  |
| Thomas O. Enders  | Botschafter und Leiter der Ständigen Vertretung bei der Europäischen Gemeinschaft 1981–1985 | J. William Middendorf |

| Personendaten    | Personendaten                              |
| ---------------- | ------------------------------------------ |
| NAME             | Vest, George S.                            |
| ALTERNATIVNAMEN  | Vest, George Southall (vollständiger Name) |
| KURZBESCHREIBUNG | US-amerikanischer Diplomat                 |
| GEBURTSDATUM     | 25. Dezember 1918                          |
| GEBURTSORT       | Columbia, Virginia                         |
| STERBEDATUM      | 24. August 2021                            |
| STERBEORT        | Bethesda, Maryland                         |